# Edisons 1983
De Edisons 1983 werden op 1 augustus 1983 bekendgemaakt en op 8 oktober uitgereikt. Het waren de eerste die onder auspiciën vielen van de Edison Stichting, een nieuwe organisatie die de promotie van de muziekprijs voor z'n rekening zou nemen. De stichting was mede-opgericht door de NVPI, die de organisatie van de Edisons sinds 1977 had gedaan.
Net als in recente jaren was de uitreiking van de Edisons een bescheiden gebeuren, dat niet op tv werd uitgezonden.
Freek de Jonge won voor het derde opeenvolgende jaar een Edison in de categorie Cabaret/Theater; de eerste artiest die drie keer achter elkaar een Edison kreeg.

## Winnaars
Internationaal
- Pop: Michael Jackson met Thriller
- Vocaal: George Shearing & Mel Tormé voor An Evening with George Shearing
- Singer/Songwriter: Joe Jackson voor Night and Day
- Musical/Film: Tom Waits voor One From the Heart
- Instrumentaal: Andreas Vollenweider voor Caverna Magica
- Jazz: Bill Evans voor The Paris Concert, Edition 1
- Country: Kris Kristofferson, Dolly Parton, Willie Nelson & Brenda Lee voor Winning Hand
- Extra: Laurie Anderson voor Big Science
- Single van het jaar: Kid Creole and the Coconuts voor Stool Pigeon

Nationaal
- Pop: Nits voor Omsk
- Vocaal (Buitenlands): Anita Meyer voor Past, Present and Future
- Vocaal (Buitenlands): Lucy Steymel voor Three's a Charm
- Cabaret/Theater: Freek de Jonge voor De Openbaring
- Instrumentaal: Chris Hinze & Louis van Dijk voor Mirror of Dreams
- Vocaal (Nederlands): Herman van Veen voor Zolang de Voorraad Strekt
- Extra: The Ramblers voor 32 Radio Successen
- Single van het jaar: Het Goede Doel voor België

1960 · 1961 · 1962 · 1963 · 1964 · 1965 · 1966 · 1967 · 1968 · 1969 · 1970 · 1971 · 1972 · 1973 · 1974 · 1975 · 1976 · 1977 · 1978 · 1979 · 1980 · 1981 · 1982 · 1983 · 1984 · 1985 · 1986 · 1987 · 1988 · 1989 · 1990 · 1991 · 1992 · 1993 · 1994 · 1995 · 1996 · 1997 · 1998 · 1999 · 2000 · 2001 · 2002 · 2003 · 2004 · 2005 · 2006 · 2007 · 2008 · 2009 · 2010 · 2011 · 2012 · 2013 · 2014 · 2015 · 2016 · 2017 · 2018 · 2019 · 2020 · 2021 · 2022 · 2023 · 2024